# تولا

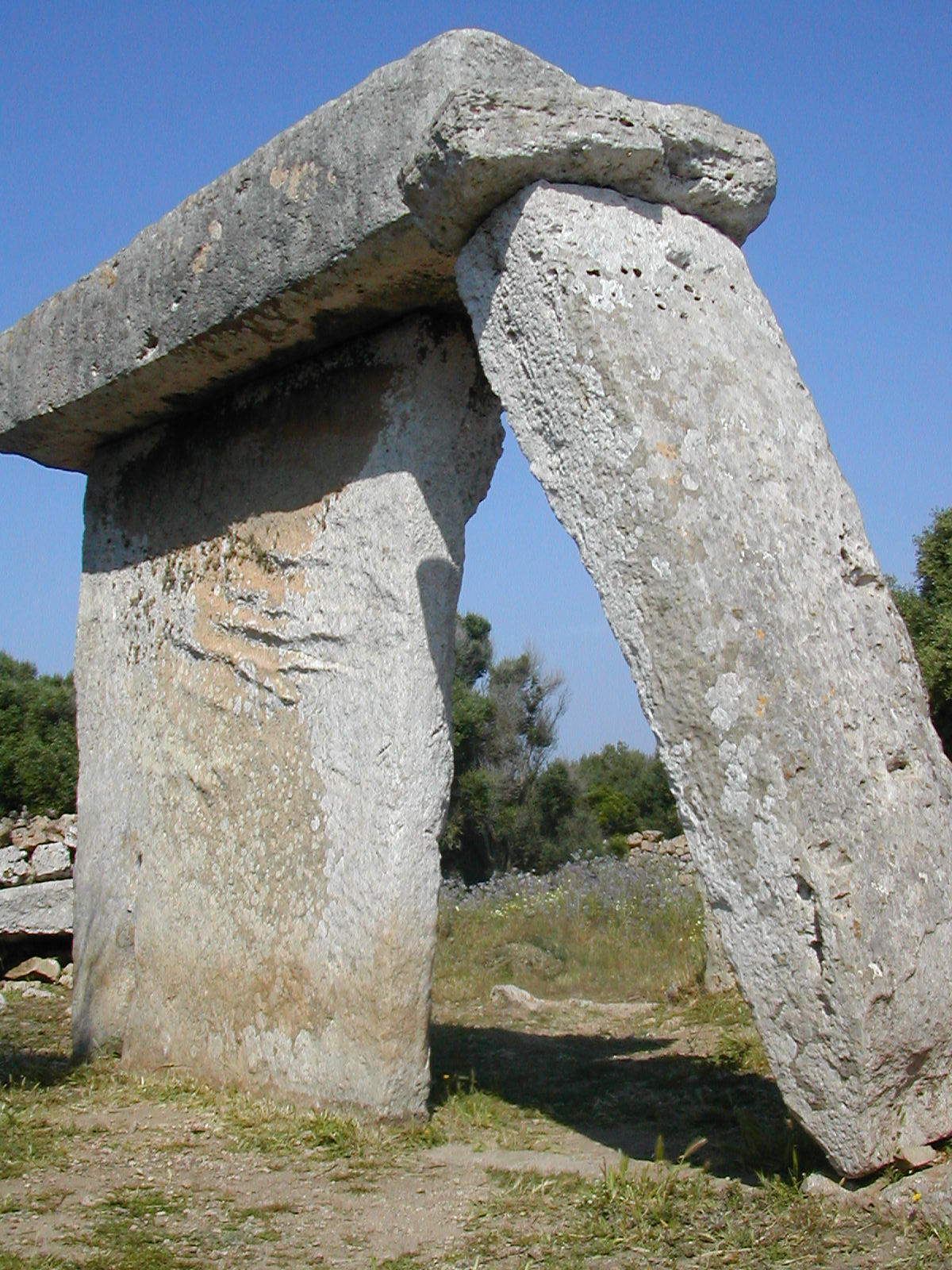
تولا من الموقع الأثري

تولا هي نصب تذكاري حجري على شكل حرف T باللغة الانجليزية. يوجد نصب تولا التذكاري في جزر البليار في مينوركا . تم بناؤها في وقت ما بين 1000 قبل الميلاد و 300 قبل الميلاد. معناها غير معروف ولكن من المحتمل أنها تم صنعها لأغراض دينية و / أو فلكية.